# Cantone di Saint-Amans-Soult
Il Cantone di Saint-Amans-Soult era una divisione amministrativa dell'arrondissement di Castres.
È stato soppresso a seguito della riforma complessiva dei cantoni del 2014, che è entrata in vigore con le elezioni dipartimentali del 2015.
Comprendeva i comuni di:
- Albine
- Bout-du-Pont-de-Larn
- Labastide-Rouairoux
- Lacabarède
- Rouairoux
- Saint-Amans-Soult
- Saint-Amans-Valtoret
- Sauveterre